# Rifugio Segavecchia
Il rifugio Segavecchia è situato a 912 m s.l.m. nell'Appennino Tosco-Emiliano in provincia di Bologna.
Il nome non allude, come può sembrare all'immaginario popolare, al rituale romagnolo della Segavecchia, ma si riferisce invece alla vecchia segheria (oggi non più esistente) azionata dall'acqua del vicino torrente Silla.
Il rifugio è raggiungibile da Monteacuto delle Alpi ed è un ottimo punto di partenza per escursioni verso il Corno alle Scale e il monte La Nuda.